# テクニカラー
テクニカラー（英：Technicolor）は1930年代にアメリカで本格化したカラー映像の撮影技術およびフィルム染色・現像技術の総称。テクニカラー映画社 [英語版] によって開発され、現在はテクニカラー・グループ [英語版] の登録商標。

## 概要

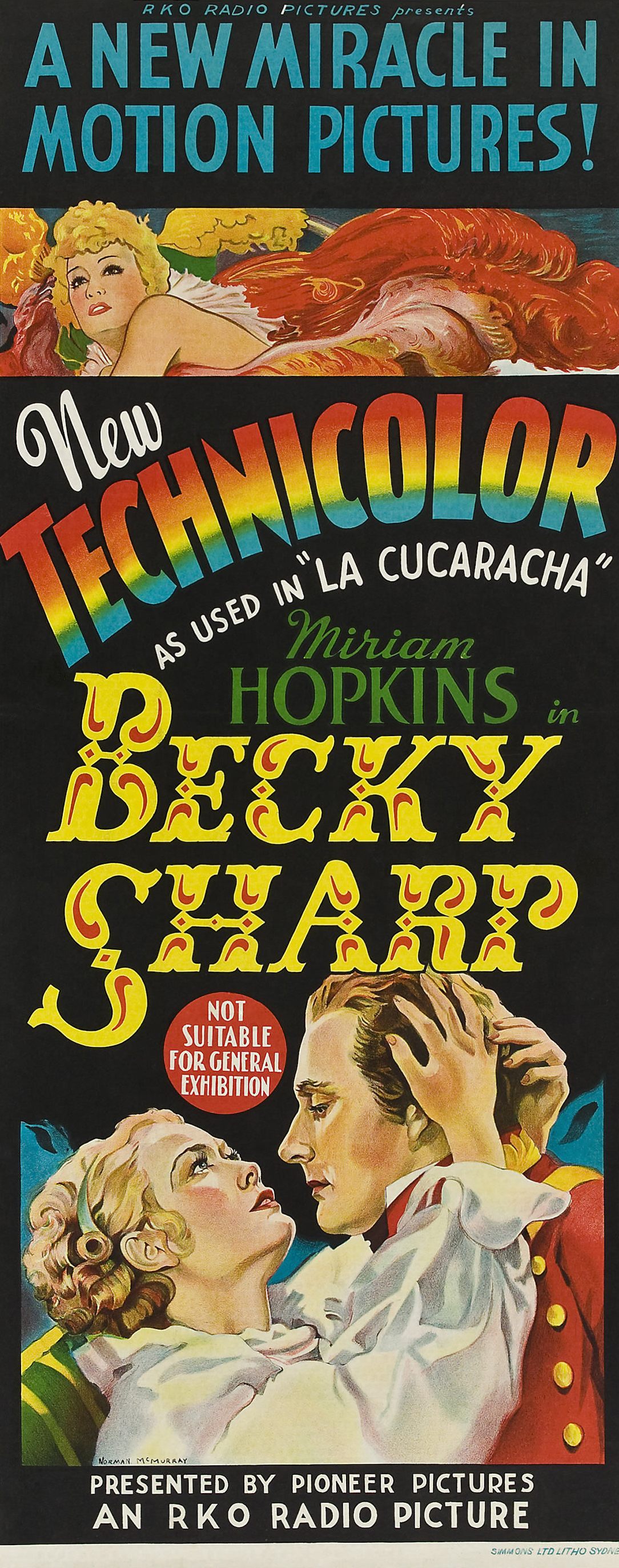
カラー撮影による最初の本格的な劇映画『虚栄の市（ベッキー・シャープ）』（1935）ポスター。

動画をカラー化するこころみは映画史草創期から始まり、当初はフィルムを１枚づつ人力で染色することで擬似的なカラー映画を実現していた。その後イギリスでキネマカラー撮影システムが開発されたが、技術的な難点が多く、商業映画の撮影にはあまり普及しなかった。
テクニカラー映画社（Technicolor Motion Picture Corporation）は20世紀初頭からこの問題に取り組み、すでに1916年にはアメリカで特許登録を行って、1920年代には後述する「二色法」を使った撮影技術を売り出していたが、1930年代初頭に至って「三色法」による本格的なカラー撮影に成功し、これがハリウッドにおけるカラー映画の主流となった。
三色法とは、プリズムをレンズの前に仕込んだカメラによって光を赤・青・緑の３つに分割し、それぞれを感光させた３本のフィルムを現像時に合成することによって、最終的にカラー画面を実現するものである。この方式はまずディズニーのアニメーションで成功したのち（後述）、実写のドラマ映画としては『虚栄の市』（1935）が最初の例となった。これは『ロビンフッドの冒険』（1938）や『オズの魔法使』『風と共に去りぬ』（いずれも1939）で大々的に使われて世界的な評判を取る。いわゆるテクニカラー作品といえば、こうした1930年代以降のハリウッド大作カラー映画を指す。
テクニカラー撮影は現在のカラーフィルム撮影とは大きく異なる。まず上述のとおり３本のフィルムを使用するためカメラは巨大化し、撮影監督のほかに専用の操作アドバイザーが必要となった。テクニカラー社はこれに加えてカラー専門のメーキャップ担当者など５人ほどの社員をカメラと共に派遣するレンタル方式を採用し、カメラ自体は販売されなかった。カメラの実働台数は最盛期でもアメリカで１５台、イギリスで２台程度だったとされる。
またこの方式での撮影はフィルム撮影のコストが２〜３倍に上昇するほか、当時はフィルムの感度が鈍くアーク灯による強力な照明が常時必要となったため、テクニカラー方式によるカラー映画の製作は、巨額の予算が投じられる超大作でなければ不可能だった。こうしたことから、東欧や東アジアなどでは「テクニカラー」がアメリカ資本主義の象徴ともみなされるようになった。
その後、コダック社などによって低廉なカラーフィルム撮影が普及するとテクニカラー撮影は姿を消したが、テクニカラー社は現在も存続しており、フィルム撮影作品の現像やプリント、色彩調整や特殊撮影など映画関連業務の大手として活動を続けている。同社で処理されたそうした映画作品では、エンドクレジットで「COLOR BY TECHNICOLOR」と表示されることがある。

## 歴史

### 二色法
テクニカラーの原点は赤・緑の二色法プロセスであった。これは、被写体をプリズムで分解し、赤緑それぞれのフィルターを通した映像を1本のモノクロフィルムに交互に記録する方式であった。少し進化させ2本のフィルムに減色法で記録する方式で、『十誡』（1923年）、『オペラの怪人』（1925年）、『ベン・ハー』（1925年）などの作品のカラー部分が制作された。2本のフィルムを映写用に貼り合わせていたため焦点が合わないという技術的問題や、映写用フィルムの耐久性の問題があった。
そのため、2本のフォルム画像を1本の新しい（映写用）フィルムに転写する「ダイ・トランスファー方式」が採用された。これで上映技術も向上し、多くの映画が制作されたが、1930年以降、世界恐慌（大恐慌）の影響や、カラー作品が興行成績の向上につながらず、テクニカラー社は財政面で苦戦した。

### 三色法

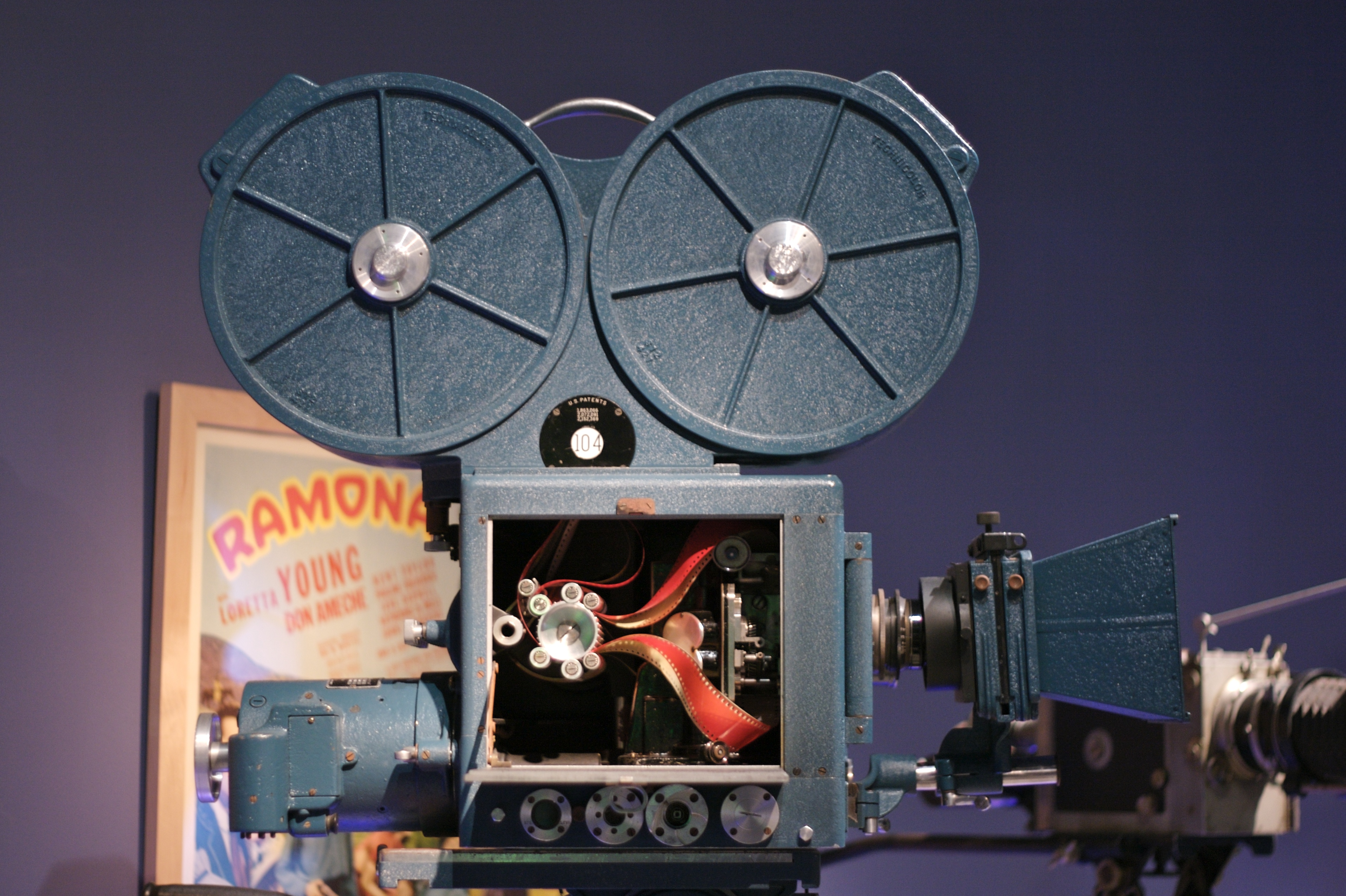
1930年代の3本フィルム方式のテクニカラーカメラ

ハリウッドはカラー映画時代の本格化に向かっていたが、大恐慌の影響で映画業界の不振のため、製作費が高額なカラー作品の制作が減少した。しかしフルカラー映画技術の開発も進み、テクニカラー社は三色法による技術を開発した。特別なカメラを使用し被写体をプリズムで分解し、赤青緑それぞれのフィルターを通した画像を別々に3本のモノクロフィルムへ同時に記録し、その後「ダイ・トランスファー方式」で1本の映写用フィルムを作成すると言う方式であった。1932年のウォルト・ディズニー・プロダクション（現：ウォルト・ディズニー・カンパニー）制作のアニメーション短編映画作品『花と木』がこの方式初の作品となり、第1回アカデミー短編アニメ賞を受賞した。ディズニーは興行的成功を収め、その後1935年まで三色法によるカラー作品制作の独占契約を結んだ。
1935年のRKO制作『虚栄の市』がこの方式を使用した世界初の長編作品となり、1936年のパラマウント映画制作『丘の一本松』は初めて屋外撮影を実施した作品となった。1937年12月に公開されたディズニー制作の世界初のカラー長編アニメーション映画『白雪姫』は興行収入6,100万ドル、2017年現在の物価に換算すると約10億6000万ドルと桁外れの成功を収めた。日本では「総天然色」と訳されて宣伝された。
1935年にアメリカ合衆国のイーストマン・コダックと、ドイツのアグフアが三原色を3層に記録するカラーフィルムを完成させた。テクニカラー三色法で撮影に必要な大きなカメラが使用出来ない時には、カラーフィルムによる撮影が行われた。ほぼ同時期に日本の小西六も同様のシステムを開発した（コニカラー）。以降日本映画業界は国威発揚の目的もあって比較的大きな撮影現場であってもコニカラーの導入を推進し、富士フイルムが開発するリバーサルシネフィルムの登場まで続けられた。

### ダイ・トランスファー方式
試行錯誤の末1930年代に確立されたプリント作成の工程は、専用カメラを用いて色彩分解撮影を行い、白黒ネガ3本から光学硬化処理でゼラチン膜にレリーフ状の映像を生成した「マトリックス」と呼ばれる原版を起こし、サウンドトラックと画面の外枠、続いて補色の染料（dye）を乗せた各マトリックスでカラー画像を印刷する「染料転写（転染）」と呼ばれるもの。当時、感度がASA（現在のISO感度と等しい）一桁だったカラーフィルム撮影に比べ、工程が複雑で時間もかかるが、確実な手法であった。
カラーフィルムの感度が実用になるほど上がってくると、テクニカラーはコダックやアグファのカラーネガからダイ・トランスファー方式でプリントを起こす方法を発案した。1954年には大型のビスタビジョン、Todd-AO、ウルトラ・パナビジョン70、テクニラマなどからも高精細で美しいプリントを作成出来るようにした。
報道などでカラーフィルムの迅速なプリントが必要とされ、感度も上昇して来た1960年代半ば頃から、ダイ・トランスファー方式はアメリカでは採用されなくなり、1974年の『ゴッドファーザー PART II』を最後の作品とし、テクニカラー社はダイ・トランスファー方式のプリント施設を閉鎖した。機材は中国に売却されたが、品質保持が難しく、プリント制作は1993年に打ち切られている。
1997年にテクニカラー社は、ダイ・トランスファー方式によるフィルム制作を再開させた。これは1960年代 - 1970年代に行なっていたプロセスの改良版で、『オズの魔法使』『ファニー・ガール』『裏窓』『地獄の黙示録・特別完全版』などのフィルム再生で限定的に使用され始めた。その後、『トイ・ストーリー』などの大予算のハリウッド映画でも採用された。
2000年以降にデジタルリマスターが普及すると三色法の評価が一変した。特に実用初期の発色フィルムは、技術の未成熟などが影響して約半世紀の時間経過により、整備された環境で保存されているマスターフィルムも著しく褪色しており、デジタルリマスター処理を施しても元の発色が再現できるとは限らなかった。テクニカラーは原理的に「3本のモノクロフィルム」であるため、大きく褪色しておらずにデジタルリマスターも容易に行えた。『スター・ウォーズ エピソード4/新たなる希望』特別編のデジタルリマスターは、ジョージ・ルーカスが個人的に保有していたテクニカラー版を参照して色調整が行われた。画面上のノイズの補正も、発色フィルムの場合は「元の映像の一部か、ノイズか」の区別が付きにくいことが多いが、テクニカラーは3本のフィルムを相互比較すれば、埃や傷などのノイズか否か比較的容易に判別が可能であった。
2002年には再びダイ・トランスファー方式によるフィルム制作は中止された。しかし4K解像度のソフト化が珍しくなくなりカラーグレーディング技術の向上で表現の幅が広がった時代にも、テクニカラー・プリント用に作られ保管されて来た「三本の白黒ネガ」が色再現では有利で、製作50周年を記念した2022年の『ゴッドファーザー』修復で画面のリフレッシュに寄与している。また数十年経過した色彩分解ネガが異なる度合いで収縮し、そのままでは色ずれなど画質低下を起こす問題が知られるようになったが、これもデジタルで補正する事が可能である。

### 3D映画
1953年に3D映画撮影カメラを発表した。3本フィルム方式のカメラを2台使用し、6本のフィルムを一度に使用するものであった。この方式で撮影された映画は2本のみであった。